# خليفة لاحج
خليفة لاحج (مواليد 4 أبريل 1993، لاعب كرة قدم إماراتي.
لعب مع أندية الوصل والشباب و مصفوت والذيد و العربي.

## روابط خارجية
- خليفة لاحج على موقع قاعدة بيانات كرة القدم.إي يو (الإنجليزية)
- خليفة لاحج على موقع Soccerway.com (الإنجليزية)